# Trachodopalpus cinereus
Trachodopalpus cinereus är en fjärilsart som beskrevs av Blanchard 1852. Trachodopalpus cinereus ingår i släktet Trachodopalpus och familjen nattflyn. Inga underarter finns listade i Catalogue of Life.